# Yuri Ebihara
Yuri Ebihara (jap. 蛯原 友里 Ebihara Yuri; ur. 3 października 1979 w Sadowara obecnie Miyazaki) – japońska modelka i aktorka.

## Biografia
Yuri Ebihara to japońska modelka i aktorka, która zasłynęła z ról w kilku reklamach. Zadebiutowała w 2002 roku. Ma młodszego brata i młodszą siostrę bliźniaczkę o imieniu Eri.
Zainteresowała się modelingiem podczas studiów, pracując w niepełnym wymiarze godzin jako modelka dla ulicznych sprzedawców w Fukuoce. W kwietniu 2002 roku przeniosła się do Tokio, aby skupić się na swojej karierze. Została wyróżniona nagrodą Grand Prix Award za rolę w reklamie Zespri Kiwi z Kenji Sakaguchim.
W październiku 2002 roku podpisała umowę na wyłączność z magazynem mody CanCam. Popularność przyniosła jej rubryka „Ebichan OL” (Office Lady Ebichan) skierowana do młodych studentek i pracujących kobiet..
Yuri została rzeczniczką i modelką wielu marek, w tym Fujifilm, azjatyckiej firmy spożywczej Meiji, producenta gier wideo SEGA oraz koncernu samochodowego Subaru, pojawiła się także w reklamach linii kosmetyków Shiseido MAQUillAGE (wraz z Chiaką Kuriyamą, Ryoko Shinoharą i Misaki Itō).
W 2006 roku japoński McDonald’s przygotował burgera z krewetkami o nazwie „EBI Filet-O”, który reklamowała Yuri. Miało to być ograniczone menu, ale jego popularność rosła i stało się powszechne.
Od 2009 roku jest ekskluzywną modelką kobiecego magazynu mody AneCan. 
9 maja 2010 r. Yuri ogłosiła małżeństwo z ILMARI z zespołu Rip SLYME i Teriyaki Boyz.
Od 2011 roku była twarzą linii Benefise Shiseido.
Począwszy od lipca 2015 roku oprócz magazynu modowego AneCan, będzie również ekskluzywną modelką w magazynie Domani. 4 listopada 2015 roku Yuri urodziła pierwsze dziecko.
W czerwcu 2016 roku zakończyła przygodę jako ekskluzywna modelka dla magazynu modowego AneCan.
W grudniu 2017 r. zakończyła współpracę z magazynem modowym Domani.
7 kwietnia 2018 roku ogłosiła, że będzie niezależna od agencji K-Dash "Pearl", z którą była związana od około 15 lat i będzie aktywna w osobistym biurze "Kiharat".
W październiku 2019 roku, z okazji jej 40. urodzin, Shōgakukan i Shūeisha wydały jednocześnie dwie monografie („YURI EBIHARA 2002-2019 THE DAYS” i „YURI EBIHARA Here I am”).
6 czerwca 2021 roku ogłosiła drugą ciążę, a 12 listopada ogłosiła narodziny drugiego dziecka.

## Filmografia

### Dramy
- Himawari Miyazaki rejendo (2020)
- Dousousei - Hito wa, Sando, Koi wo Suru (TBS 2014)
- Tokumei Kakarichou Tadano Hitoshi 4 (TV Asahi 2009)
- Tokumei Kakarichou Tadano Hitoshi 3 (TV Asahi 2007)
- Oniyome nikki: Ii yu da na (Fuji TV 2007)
- Busu no Hitomi ni Koishiteru (Fuji TV 2006)
- Tokumei Kakarichou Tadano Hitoshi 2 (TV Asahi 2005)
- Slow Dance (Fuji TV 2005)
- Salaryman Kintaro 4 (TBS 2004)
- Tokumei Kakarichou Tadano Hitoshi (TV Asahi 2003)

### Filmy
- Tokumei Kakarichou Tadano Hitoshi Finale (TV Asahi 2012)
- Tokumei Kakarichou Tadano Hitoshi Season 4 SP (TV Asahi 2009)
- Tokumei Kakarichou Tadano Hitoshi Special '08 (TV Asahi 2008)
- Tokumei kakaricho Tadano Hitoshi: Saigo no gekijoban (2008)
- Tokumei Kakarichou Tadano Hitoshi Special '06 (TV Asahi 2006)
- Tokumei Kakarichou Tadano Hitoshi Special (TV Asahi 2005)
- Tokumei Kakarichou Tadano Hitoshi Returns (TV Asahi 2004)